# Крильон (маяк)
Крильо́н — маяк на самой южной оконечности мыса Крильон полуострова Крильон острова Сахалин.

## История

### Первое (временное) здание маяка
Первый временный маяк на мысе Крильон был построен 13 мая 1883 года. Первое здание маяка представляло собой бревенчатую деревянную башню высотой 8,5 метра. Тогда же была построена казарма для смотрителей маяка, баня и другие хозяйственные постройки. Осветительный прибор маяка состоял из 15 аргантовых ламп, заправляемых маслом, и был снабжён посеребрённым отражателем. Огонь маяка давал непрерывный белый свет. Для подачи сигналов в тумане на маяке имелась двухфунтовая сигнальная пушка и 20-пудовый колокол. Первым смотрителем маяка на протяжении двух лет был матрос Иван Крючков. Затем его сменил матрос первой статьи Василий Жариков.

### Второе (капитальное) здание маяка
7 августа 1894 года рядом со старым зданием маяка началось строительство нового из привезённого из Японии красного кирпича. Строительство велось 25 корейскими рабочими и двумя десятниками — Шипулиным и Яковлевым. По проекту здание маяка было совмещено с жилыми помещениями для смотрителей маяка.
К 1 августа 1896 года строительные работы были закончены, и на маяке был установлен новый осветительный прибор французской фирмы «Барбье и Бенар», изготовленный в Париже. Новый осветительный прибор вместо 15 масляных ламп имел всего лишь одну керосиновую горелку и давал пучок света в 150 тыс. кандел против нескольких сотен кандел, выдаваемых старым прибором. Свет от керосиновой горелки проходил через круговую линзу диаметром в полтора метра, состоящую из группы призмаподобных колец, установленных в бронзовом каркасе прибора.
Кроме того, маяк был оборудован новой пневматической сиреной с керосиновым двигателем производства английской фирмы «Кантер, Харл и К» для подачи сигналов в туманную погоду и резервным колоколом в 488 кг на случай поломки сирены.

### Капитальный ремонт маяка (советское время)
В советские времена маяк был переоборудован электрическими лампами, но основная часть французского осветительного прибора осталась неизменной. На мысе Крильон был построен новый шлакоблочный двухэтажный дом для служителей маяка, старые жилые помещения, примыкающие к маяку, были использованы под хозяйственные нужды (помещение радиорубки, дизель-генератора, склад и др.). Колокол в 1980 году был снят и увезён в город Корсаков в военную часть гидрографии Тихоокеанского флота.
До конца 1990-х годов на мысе находился колокол японского производства с отломанной короной (ушком для крепления колокола), который, по некоторым данным, был привезён с маяка на мысе Весло острова Кунашир и должен был использоваться в резервных целях для подачи сигналов в тумане. Затем военные увезли этот колокол для сдачи на металлолом. Дальнейшая судьба японского колокола неизвестна.

## Настоящее время
В настоящее время на маяке работают от 2 до 6 человек, а звание «смотритель» заменено на «начальник».